# Mezinárodní letiště Šanghaj Chung-čchiao
Mezinárodní letiště Šanghaj Chung-čchiao (čínsky v českém přepisu Šang-chaj Chung-čchiao kuo-ťi ťi-čchang, pchin-jinem Shànghǎi Hóngqiáo Guójì Jīchǎng, znaky zjednodušené 上海虹桥国际机场, tradiční 上海虹橋國際機場, IATA: SHA, ICAO: ZSSS) je mezinárodní letiště v Šanghaji v Čínské lidové republice. Od otevření mezinárodního letiště Šanghaj Pchu-tung v roce 1999 jeho význam klesá a od roku 2003 je z hlediska provozu až druhým největším šanghajským letištěm, nicméně k roku 2016 bylo stále ještě sedmé v rámci všech čínských letišť. Leží blíž k centru než letiště Pchu-tung, na vnějším okraji městského obvodu Čchang-ning, tedy jen zhruba třináct kilometrů západně od centra.
Uzlovým letištěm je pro China Eastern Airlines, Shanghai Airlines, Juneyao Airlines a Spring Airlines.
V těsném sousedství Terminálu 2 leží železniční stanice Šanghaj Chung-čchiao, jedno ze tří hlavních šanghajských nádraží, kde končí mj. vysokorychlostní trať Peking – Šanghaj, vysokorychlostní trať Šanghaj – Chang-čou a vysokorychlostní trať Šanghaj – Nanking. Zároveň je zde stanice linky 2 a linky 10 šanghajského metra.